# Première circonscription des Deux-Sèvres
La première circonscription des Deux-Sèvres est l'une des trois circonscriptions législatives françaises que compte le département des Deux-Sèvres (79) situé en région Nouvelle-Aquitaine.

## Description géographique et démographique

### De 1958 à 1986

Carte de la première circonscription des Deux-Sèvres de 1958 à 1986

La première circonscription des Deux-Sèvres était composée de :
- Canton de Beauvoir-sur-Niort
- Canton de Brioux-sur-Boutonne
- Canton de Celles-sur-Belle
- Canton de Chef-Boutonne
- Canton de Frontenay-Rohan-Rohan
- Canton de Lezay
- Canton de Mauzé-sur-le-Mignon
- Canton de Melle
- Canton de Niort-I
- Canton de Niort-II
- Canton de Sauzé-Vaussais

## Historique des députations
| Législature | Début de mandat  | Fin de mandat    | Député                                  | Parti politique | Observations |
| ----------- | ---------------- | ---------------- | --------------------------------------- | --------------- | --- |
| Ire         | 9 décembre 1958  | 9 octobre 1962   | Marie-Magdeleine Aymé de La Chevrelière | MRP             | Mandat écourté à la suite d'une dissolution parlementaire décidée par Charles de Gaulle.                                                                       |
| IIe         | 6 décembre 1962  | 2 avril 1967     | Marie-Magdeleine Aymé de La Chevrelière | CD              | |
| IIIe        | 3 avril 1967     | 30 mai 1968      | Marie-Magdeleine Aymé de La Chevrelière | UD-VeR          | Mandat écourté à la suite d'une dissolution parlementaire décidée par Charles de Gaulle.                                                                       |
| IVe         | 11 juillet 1968  | 1er avril 1973   | Marie-Magdeleine Aymé de La Chevrelière | UDR             | |
| Ve          | 2 avril 1973     | 2 avril 1978     | René Gaillard                           | PS              | |
| VIe         | 3 avril 1978     | 22 mai 1981      | René Gaillard                           | PS              | Mandat écourté à la suite d'une dissolution parlementaire décidée par François Mitterrand.                                                                     |
| VIIe        | 2 juillet 1981   | 28 décembre 1985 | René Gaillard                           | PS              | En raison de son décès le 28 décembre 1985, remplacé par Michel Guyton (PS).                                                                                   |
| VIIe        | 28 décembre 1985 | 1er avril 1986   | Michel Guyton                           | PS              | En raison de son décès le 28 décembre 1985, remplacé par Michel Guyton (PS).                                                                                   |
| VIIIe       | 2 avril 1986     | 14 mai 1988      | Aucun                                   | Aucun           | Proportionnelle par département, pas de député par circonscription. Mandat écourté à la suite d'une dissolution parlementaire décidée par François Mitterrand. |

### Historique des élections
Voici la liste des résultats des élections législatives dans la circonscription du découpage électoral de 1958 à 1986 : 

#### Élections de 1958
| Candidat           | Candidat                                     | Parti          | Premier tour | Premier tour | Second tour | Second tour |  |
| Candidat           | Candidat                                     | Parti          | Voix         | %            | Voix        | %           |  |
| ------------------ | -------------------------------------------- | -------------- | ------------ | ------------ | ----------- | ----------- |  |
|                    | Marie-Magdeleine Aymé de La Chevrelière élue | MRP            | 15 157       | 27,90        | 29 839      | 55,10       |  |
|                    | Raoul Auzanneau                              | SFIO           | 10 616       | 19,54        | 18 926      | 34,95       |  |
|                    | Bernard Charbonneau                          | CNIP           | 9 267        | 17,06        | Retrait     | Retrait     |  |
|                    | Jean Caillet                                 | UNR            | 6 358        | 11,70        | Retrait     | Retrait     |  |
|                    | Raymond Cluzeau                              | PCF            | 5 437        | 10,01        | 5 385       | 9,94        |  |
|                    | Roger Chatelain                              | Radsoc         | 5 187        | 9,54         | Retrait     | Retrait     |  |
|                    | Maxime Goirand                               | Rad            | 2 297        | 4,44         |             |             |  |
|                    |                                              |                |              |              |             |             |  |
| Inscrits           | Inscrits                                     | Inscrits       | 76 848       | 100,00       | 76 845      | 100,00      |  |
| Abstentions        | Abstentions                                  | Abstentions    | 21 305       | 27,72        | 21 596      | 28,1        |  |
| Votants            | Votants                                      | Votants        | 55 543       | 72,28        | 55 249      | 71,9        |  |
| Blancs et nuls     | Blancs et nuls                               | Blancs et nuls | 1 224        | 2,2          | 1 099       | 1,99        |  |
| Exprimés           | Exprimés                                     | Exprimés       | 54 319       | 97,8         | 54 150      | 98,01       |  |
| Source : Data.gouv |                                              |                |              |              |             |             |  |

Le suppléant de Marie-Magdeleine Aymé de La Chevrelière était Octave Renaud, cultivateur, conseiller municipal de Saint-Gelais.

#### Élections de 1962
| Candidat           | Candidat                                                | Parti          | Premier tour | Premier tour | Second tour | Second tour |  |
| Candidat           | Candidat                                                | Parti          | Voix         | %            | Voix        | %           |  |
| ------------------ | ------------------------------------------------------- | -------------- | ------------ | ------------ | ----------- | ----------- |  |
|                    | Marie-Magdeleine Aymé de La Chevrelière sortante réélue | MRP            | 22 928       | 47,97        | 28 285      | 54,01       |  |
|                    | Raoul Auzanneau                                         | SFIO           | 9 783        | 20,47        | 24 081      | 45,99       |  |
|                    | Georges Treille                                         | Radsoc         | 9 539        | 19,96        | Retrait     | Retrait     |  |
|                    | Guy Vincent                                             | PCF            | 5 550        | 11,61        | Retrait     | Retrait     |  |
|                    |                                                         |                |              |              |             |             |  |
| Inscrits           | Inscrits                                                | Inscrits       | 77 157       | 100,00       | 77 157      | 100,00      |  |
| Abstentions        | Abstentions                                             | Abstentions    | 28 118       | 36,44        | 23 436      | 30,37       |  |
| Votants            | Votants                                                 | Votants        | 49 039       | 63,56        | 53 721      | 69,63       |  |
| Blancs et nuls     | Blancs et nuls                                          | Blancs et nuls | 1 239        | 2,53         | 1 355       | 2,52        |  |
| Exprimés           | Exprimés                                                | Exprimés       | 47 800       | 97,47        | 52 366      | 97,48       |  |
| Source : Data.gouv |                                                         |                |              |              |             |             |  |

Le suppléant de Marie-Magdeleine Aymé de La Chevrelière était Pierre Cailleton, agriculteur, conseiller municipal de Sainte-Pezenne.

#### Élections de 1967
| Candidat           | Candidat                                                | Parti          | Premier tour | Premier tour | Second tour | Second tour |  |
| Candidat           | Candidat                                                | Parti          | Voix         | %            | Voix        | %           |  |
| ------------------ | ------------------------------------------------------- | -------------- | ------------ | ------------ | ----------- | ----------- |  |
|                    | Marie-Magdeleine Aymé de La Chevrelière sortante réélue | app. UD-Ve     | 26 656       | 45,53        | 29 935      | 50,24       |  |
|                    | Raoul Auzanneau                                         | FGDS (SFIO)    | 18 398       | 31,43        | 29 645      | 49,76       |  |
|                    | Guy Vincent                                             | PCF            | 8 066        | 13,78        | Retrait     | Retrait     |  |
|                    | Jacques Branger                                         | CD (PDM)       | 5 424        | 9,26         |             |             |  |
|                    |                                                         |                |              |              |             |             |  |
| Inscrits           | Inscrits                                                | Inscrits       | 77 860       | 100,00       | 77 856      | 100,00      |  |
| Abstentions        | Abstentions                                             | Abstentions    | 17 948       | 23,05        | 16 822      | 21,61       |  |
| Votants            | Votants                                                 | Votants        | 59 912       | 76,95        | 61 034      | 78,39       |  |
| Blancs et nuls     | Blancs et nuls                                          | Blancs et nuls | 1 368        | 2,28         | 1 454       | 2,38        |  |
| Exprimés           | Exprimés                                                | Exprimés       | 58 544       | 97,72        | 59 580      | 97,62       |  |
| Source : Data.gouv |                                                         |                |              |              |             |             |  |

Le suppléant de Marie-Magdeleine Aymé de La Chevrelière était Jean Debègue, docteur en médecine, maire de Frontenay-Rohan-Rohan.

#### Élections de 1968
|                    | Marie-Magdeleine Aymé de La Chevrelière sortante réélue | UDR (URP)      | 30 077 | 50,72  |  |  |  |
|                    | Émile Bèche                                             | FGDS (SFIO)    | 23 513 | 39,65  |  |  |  |
|                    | Guy Vincent                                             | PCF            | 5 711  | 9,63   |  |  |  |
|                    |                                                         |                |        |        |  |  |  |
| Inscrits           | Inscrits                                                | Inscrits       | 77 494 | 100,00 |  |  |  |
| Abstentions        | Abstentions                                             | Abstentions    | 16 834 | 21,72  |  |  |  |
| Votants            | Votants                                                 | Votants        | 60 660 | 78,28  |  |  |  |
| Blancs et nuls     | Blancs et nuls                                          | Blancs et nuls | 1 359  | 2,24   |  |  |  |
| Exprimés           | Exprimés                                                | Exprimés       | 59 301 | 97,76  |  |  |  |
| Source : Data.gouv |                                                         |                |        |        |  |  |  |

Le suppléant de Marie-Magdeleine Aymé de La Chevrelière était Pierre Suire, chirurgien de l'hôpital de Niort.

#### Élections de 1973
| Candidat           | Candidat               | Parti          | Premier tour | Premier tour | Second tour | Second tour |  |
| Candidat           | Candidat               | Parti          | Voix         | %            | Voix        | %           |  |
| ------------------ | ---------------------- | -------------- | ------------ | ------------ | ----------- | ----------- |  |
|                    | Pierre Charbonneau     | CDP (URP)      | 18 683       | 29,66        | 31 542      | 48,84       |  |
|                    | René Gaillard élu      | PS (UGSD)      | 18 156       | 28,82        | 33 036      | 51,16       |  |
|                    | Georges Treille        | Rad (MR)       | 15 805       | 25,09        | Retrait     | Retrait     |  |
|                    | Germaine Clopeau       | PCF            | 6 961        | 11,05        |             |             |  |
|                    | Jean-Marie Charpentier | PSU            | 1 694        | 2,69         |             |             |  |
|                    | Jean-Marie Roux        | LO             | 1 694        | 2,69         |             |             |  |
|                    |                        |                |              |              |             |             |  |
| Inscrits           | Inscrits               | Inscrits       | 82 833       | 100,00       | 82 822      | 100,00      |  |
| Abstentions        | Abstentions            | Abstentions    | 18 442       | 22,26        | 16 549      | 19,98       |  |
| Votants            | Votants                | Votants        | 64 391       | 77,74        | 66 273      | 80,02       |  |
| Blancs et nuls     | Blancs et nuls         | Blancs et nuls | 1 398        | 2,17         | 1 695       | 2,56        |  |
| Exprimés           | Exprimés               | Exprimés       | 62 993       | 97,83        | 64 578      | 97,44       |  |
| Source : Data.gouv |                        |                |              |              |             |             |  |

Le suppléant de René Gaillard était Maurice Moinard, adjoint au maire de Coulon.

#### Élections de 1978
| Candidat       | Candidat                    | Parti          | Premier tour | Premier tour | Second tour | Second tour |  |
| Candidat       | Candidat                    | Parti          | Voix         | %            | Voix        | %           |  |
| -------------- | --------------------------- | -------------- | ------------ | ------------ | ----------- | ----------- |  |
|                | René Gaillard sortant réélu | PS             | 28 036       | 36,52        | 40 841      | 51,21       |  |
|                | André Nicolas               | UDF (Rad)      | 21 991       | 28,65        | 38 906      | 48,79       |  |
|                | Bernard Martinat            | RPR            | 12 659       | 16,49        | Retrait     | Retrait     |  |
|                | Guy Vincent                 | PCF            | 8 838        | 11,51        |             |             |  |
|                | Nicole Poupinot             | LO             | 2 467        | 3,21         |             |             |  |
|                | Jacques Duhurt              | PSU (FA)       | 1 288        | 1,68         |             |             |  |
|                | Georgette Cluzel            | Divers         | 843          | 1,10         |             |             |  |
|                | Michèle Venture             | Divers droite  | 637          | 0,83         |             |             |  |
|                |                             |                |              |              |             |             |  |
| Inscrits       | Inscrits                    | Inscrits       | 95 022       | 100,00       | 95 021      | 100,00      |  |
| Abstentions    | Abstentions                 | Abstentions    | 16 380       | 17,24        | 13 963      | 14,69       |  |
| Votants        | Votants                     | Votants        | 78 642       | 82,76        | 81 058      | 85,31       |  |
| Blancs et nuls | Blancs et nuls              | Blancs et nuls | 1 883        | 2,39         | 1 311       | 1,62        |  |
| Exprimés       | Exprimés                    | Exprimés       | 76 759       | 97,61        | 79 747      | 98,38       |  |

Le suppléant de René Gaillard était Michel Guyton, conseiller général du canton de Sauzé-Vaussais, maire de Mairé-Levescault.

#### Élections de 1981
|                | René Gaillard sortant réélu | PS             | 33 875 | 50,64  |  |  |  |
|                | Alain Garcia                | RPR (UNM)      | 14 154 | 21,16  |  |  |  |
|                | Pierre Charbonneau          | UDF (PR)       | 12 336 | 18,44  |  |  |  |
|                | Guy Vincent                 | PCF            | 4 997  | 7,47   |  |  |  |
|                | Jacques Laroche             | MRG            | 1 536  | 2,30   |  |  |  |
|                |                             |                |        |        |  |  |  |
| Inscrits       | Inscrits                    | Inscrits       | 98 981 | 100,00 |  |  |  |
| Abstentions    | Abstentions                 | Abstentions    | 31 131 | 31,45  |  |  |  |
| Votants        | Votants                     | Votants        | 67 850 | 68,55  |  |  |  |
| Blancs et nuls | Blancs et nuls              | Blancs et nuls | 952    | 1,4    |  |  |  |
| Exprimés       | Exprimés                    | Exprimés       | 66 898 | 98,6   |  |  |  |

Le suppléant de René Gaillard était Michel Guyton. Michel Guyton remplaça René Gaillard, décédé, du 28 décembre 1985 au 1er avril 1986.

#### Élections de 1986
Les élections législatives françaises de 1986 ont eu lieu le dimanches 16 mars 1986. Elles ont la particularité de s'être déroulées au scrutin proportionnel à un seul tour sur listes départementales.
|                | PS             | 18 394 | 45,37  |  |  |  |
|                | UDF-RPR        | 17 461 | 43,07  |  |  |  |
|                | PCF            | 2 288  | 5,64   |  |  |  |
|                | FN             | 1 661  | 4,10   |  |  |  |
|                | EXG            | 738    | 1,82   |  |  |  |
|                |                |        |        |  |  |  |
| Inscrits       | Inscrits       | 55 155 | 100,00 |  |  |  |
| Abstentions    | Abstentions    | 12 807 | 23,22  |  |  |  |
| Votants        | Votants        | 42 348 | 76,78  |  |  |  |
| Blancs et nuls | Blancs et nuls | 1 806  | 4,26   |  |  |  |
| Exprimés       | Exprimés       | 40 542 | 95,73  |  |  |  |

|                | UDF-RPR        | 97 448  | 52,43  | 2 |  |  |
|                | PS             | 69 344  | 37,31  | 2 |  |  |
|                | PCF            | 8 020   | 4,31   | 0 |  |  |
|                | FN             | 7 804   | 4,20   | 0 |  |  |
|                | EXG            | 3 204   | 1,72   | 0 |  |  |
|                |                |         |        |   |  |  |
| Inscrits       | Inscrits       | 248 147 | 100,00 |   |  |  |
| Abstentions    | Abstentions    | 51 036  | 20,57  |   |  |  |
| Votants        | Votants        | 197 111 | 79,43  |   |  |  |
| Blancs et nuls | Blancs et nuls | 11 255  | 3,27   |   |  |  |
| Exprimés       | Exprimés       | 185 856 | 94,29  |   |  |  |

- Députés élus :
  - Jean de Gaulle (RPR)
  - Albert Brochard (app. UDF)
  - André Clert (PS)
  - Michel Hervé (PS)

## La circonscription de 1986 à 2010

Carte de la première circonscription des Deux-Sèvres de 1986 à 2012

### Description géographique et démographique
La première circonscription des Deux-Sèvres est délimitée par le découpage électoral de la loi no 86-1197 du 24 novembre 1986
, elle regroupe les divisions administratives suivantes :
- Canton de Niort-Est,
- Canton de Niort-Nord,
- Canton de Niort-Ouest,
- Canton de Prahecq.

D'après le recensement général de la population en 1999, réalisé par l'Institut national de la statistique et des études économiques (INSEE), la population totale de cette circonscription est estimée à 85 146 habitants,.

### Historique des députations
| Législature | Début de mandat | Fin de mandat  | Député                     | Parti politique | Observations                                                                          |
| ----------- | --------------- | -------------- | -------------------------- | --------------- | ------------------------------------------------------------------------------------- |
| IXe         | 23 juin 1988    | 1er avril 1993 | André Clert,               | PS,             |                                                                                       |
| Xe          | 2 avril 1993    | 21 avril 1997  | Jacques Brossard,          | UDF,            | Mandat écourté à la suite d'une dissolution parlementaire décidée par Jacques Chirac. |
| XIe         | 12 juin 1997    | 18 juin 2002   | Geneviève Perrin-Gaillard  | PS              |                                                                                       |
| XIIe        | 19 juin 2002    | 19 juin 2007   | Geneviève Perrin-Gaillard, | PS,             |                                                                                       |
| XIIIe       | 20 juin 2007    | 19 juin 2012   | Geneviève Gaillard,        | PS,             |                                                                                       |

### Historique des élections
Voici la liste des résultats des élections législatives dans la circonscription du découpage électoral de 1986 à 2012 : 

#### Élections de 1988
|                | André Clert sortant réélu | PS             | 18 781 | 54,06  |  |  |  |
|                | Alain Garcia              | RPR (URC)      | 12 169 | 35,03  |  |  |  |
|                | Robert Léon               | PCF            | 2 144  | 6,17   |  |  |  |
|                | Jean-Louis Moure          | FN             | 1 646  | 4,74   |  |  |  |
|                |                           |                |        |        |  |  |  |
| Inscrits       | Inscrits                  | Inscrits       | 56 224 | 100,00 |  |  |  |
| Abstentions    | Abstentions               | Abstentions    | 20 768 | 36,94  |  |  |  |
| Votants        | Votants                   | Votants        | 35 456 | 63,06  |  |  |  |
| Blancs et nuls | Blancs et nuls            | Blancs et nuls | 716    | 2,02   |  |  |  |
| Exprimés       | Exprimés                  | Exprimés       | 34 740 | 97,98  |  |  |  |

La suppléante d'André Clert était Françoise Gaillard, ingénieur.

#### Élections de 1993
| Candidat       | Candidat               | Parti          | Premier tour | Premier tour | Second tour | Second tour |  |
| Candidat       | Candidat               | Parti          | Voix         | %            | Voix        | %           |  |
| -------------- | ---------------------- | -------------- | ------------ | ------------ | ----------- | ----------- |  |
|                | Jacques Brossard élu   | UDF (PR)       | 17 442       | 39,64        | 23 796      | 55,67       |  |
|                | Bernard Bellec         | PS (ADFP)      | 10 010       | 17,17        | 15 371      | 44,33       |  |
|                | Catherine Ducornetz    | GÉ (EÉ)        | 3 598        | 9,37         |             |             |  |
|                | Jean-Romée Charbonneau | FN             | 2 096        | 5,46         |             |             |  |
|                | Paul Samoyau           | PCF            | 1 980        | 5,16         |             |             |  |
|                | Jacques Laroche        | UGE            | 1 267        | 3,30         |             |             |  |
|                | Jean Sicot             | PT             | 1 098        | 2,86         |             |             |  |
|                | Yves Loubières         | LT-LNÉ         | 898          | 2,34         |             |             |  |
|                |                        |                |              |              |             |             |  |
| Inscrits       | Inscrits               | Inscrits       | 59 340       | 100,00       | 59 344      | 100,00      |  |
| Abstentions    | Abstentions            | Abstentions    | 18 614       | 31,37        | 17 811      | 30,01       |  |
| Votants        | Votants                | Votants        | 40 726       | 68,63        | 41 533      | 69,99       |  |
| Blancs et nuls | Blancs et nuls         | Blancs et nuls | 2 337        | 5,74         | 2 366       | 5,7         |  |
| Exprimés       | Exprimés               | Exprimés       | 38 389       | 94,26        | 39 167      | 94,3        |  |

Le suppléant de Jacques Brossard était Frédéric Rouillé, RPR, comptable, conseiller municipal de Niort.

#### Élections de 1997
| Candidat       | Candidat                       | Parti          | Premier tour | Premier tour | Second tour | Second tour |  |
| Candidat       | Candidat                       | Parti          | Voix         | %            | Voix        | %           |  |
| -------------- | ------------------------------ | -------------- | ------------ | ------------ | ----------- | ----------- |  |
|                | Geneviève Perrin-Gaillard élue | PS             | 14 446       | 37,72        | 23 172      | 56,04       |  |
|                | Jacques Brossard sortant       | UDF (PPDF)     | 13 913       | 36,33        | 18 178      | 43,96       |  |
|                | Noël Boisanger                 | Les Verts      | 2 854        | 7,45         |             |             |  |
|                | Gérard Nebas                   | PCF            | 2 662        | 6,95         |             |             |  |
|                | Paul Samoyau                   | FN             | 2 483        | 6,48         |             |             |  |
|                | Véronique Piart                | LDI (MPF)      | 1 037        | 2,71         |             |             |  |
|                | Christian Turpault             | MDC            | 904          | 2,36         |             |             |  |
|                |                                |                |              |              |             |             |  |
| Inscrits       | Inscrits                       | Inscrits       | 59 913       | 100,00       | 59 913      | 100,00      |  |
| Abstentions    | Abstentions                    | Abstentions    | 19 577       | 32,68        | 16 888      | 28,19       |  |
| Votants        | Votants                        | Votants        | 40 336       | 67,32        | 43 025      | 71,81       |  |
| Blancs et nuls | Blancs et nuls                 | Blancs et nuls | 2 037        | 5,05         | 1 675       | 3,89        |  |
| Exprimés       | Exprimés                       | Exprimés       | 38 299       | 94,95        | 41 350      | 96,11       |  |

Le suppléant de Geneviève Perrin-Gaillard était Alain Mathieu, employé, maire d'Aiffres, élu conseiller général du canton de Prahecq en 1998.

#### Élections de 2002
| Candidat       | Candidat                                  | Parti            | Premier tour | Premier tour | Second tour | Second tour |  |
| Candidat       | Candidat                                  | Parti            | Voix         | %            | Voix        | %           |  |
| -------------- | ----------------------------------------- | ---------------- | ------------ | ------------ | ----------- | ----------- |  |
|                | Geneviève Perrin-Gaillard sortante réélue | PS               | 15 905       | 39,59        | 19 996      | 52,11       |  |
|                | Jacques Brossard                          | UDF              | 12 642       | 31,47        | 18 373      | 47,89       |  |
|                | Jacqueline Lefebvre                       | UMP              | 4 913        | 12,23        |             |             |  |
|                | Jean-Romée Charbonneau                    | FN               | 1 623        | 4,04         |             |             |  |
|                | Nicolle Gravat                            | Les Verts        | 1 149        | 2,86         |             |             |  |
|                | Rodolphe Challet                          | diss. PS         | 832          | 2,07         |             |             |  |
|                | Dominique Baudin                          | PCF              | 690          | 1,72         |             |             |  |
|                | Gisèle Sicot                              | LCR              | 666          | 1,66         |             |             |  |
|                | Jérôme Baloge                             | Pôle républicain | 424          | 1,06         |             |             |  |
|                | Jean-Louis Dubreuil                       | CPNT             | 404          | 1,01         |             |             |  |
|                | Maryse Vallée                             | LO               | 366          | 0,91         |             |             |  |
|                | Marinette Veyssière                       | PT               | 249          | 0,62         |             |             |  |
|                | Jean-Gabriel Hernandez                    | GÉ               | 219          | 0,55         |             |             |  |
|                | Christiane Veaux                          | MNR              | 93           | 0,23         |             |             |  |
|                |                                           |                  |              |              |             |             |  |
| Inscrits       | Inscrits                                  | Inscrits         | 60 102       | 100,00       | 60 101      | 100,00      |  |
| Abstentions    | Abstentions                               | Abstentions      | 19 230       | 32           | 20 956      | 34,87       |  |
| Votants        | Votants                                   | Votants          | 40 872       | 68           | 39 145      | 65,13       |  |
| Blancs et nuls | Blancs et nuls                            | Blancs et nuls   | 697          | 1,71         | 776         | 1,98        |  |
| Exprimés       | Exprimés                                  | Exprimés         | 40 175       | 98,29        | 38 369      | 98,02       |  |

Le suppléant de Geneviève Perrin-Gaillard était Alain Mathieu.

#### Élections de 2007
| Candidat       | Candidat                           | Parti          | Premier tour | Premier tour | Second tour | Second tour |  |
| Candidat       | Candidat                           | Parti          | Voix         | %            | Voix        | %           |  |
| -------------- | ---------------------------------- | -------------- | ------------ | ------------ | ----------- | ----------- |  |
|                | Geneviève Gaillard sortante réélue | PS             | 18 699       | 48,59        | 23 871      | 65,24       |  |
|                | Frédéric Rouillé                   | UMP            | 11 656       | 30,29        | 12 717      | 34,76       |  |
|                | Fabien Waechter                    | UDF–MoDem      | 2 327        | 6,05         |             |             |  |
|                | Serge Morin                        | Les Verts      | 1 629        | 4,23         |             |             |  |
|                | Frédéric Giraud                    | PCF            | 1 243        | 3,23         |             |             |  |
|                | France Barraud                     | MPF            | 842          | 2,19         |             |             |  |
|                | Lucie Chaumeron                    | FN             | 742          | 1,93         |             |             |  |
|                | Isabelle Leruste                   | GÉ             | 464          | 1,21         |             |             |  |
|                | Alain-Marc Goyat                   | Divers         | 336          | 0,87         |             |             |  |
|                | Maryse Vallée                      | LO             | 301          | 0,78         |             |             |  |
|                | Marinette Veyssière                | PT             | 244          | 0,63         |             |             |  |
|                | Marie-Claire Kaluzny               | Divers         | 0            | 0,00         |             |             |  |
|                |                                    |                |              |              |             |             |  |
| Inscrits       | Inscrits                           | Inscrits       | 64 340       | 100,00       | 64 320      | 100,00      |  |
| Abstentions    | Abstentions                        | Abstentions    | 25 128       | 39,06        | 26 735      | 41,57       |  |
| Votants        | Votants                            | Votants        | 39 212       | 60,94        | 37 585      | 58,43       |  |
| Blancs et nuls | Blancs et nuls                     | Blancs et nuls | 729          | 1,86         | 997         | 2,65        |  |
| Exprimés       | Exprimés                           | Exprimés       | 38 483       | 98,14        | 36 588      | 97,35       |  |

## La circonscription depuis 2010

### Description géographique
La première circonscription des Deux-Sèvres a fait l'objet d'une extension de sa délimitation dans le cadre du redécoupage des circonscriptions législatives françaises de 2010, car cette circonscription était alors surreprésentée par rapport à la moyenne nationale (voir la carte de représentativité des circonscriptions législatives françaises), la représentativité théorique par circonscription étant de 105 600 habitants.
À la suite du redécoupage des circonscriptions législatives françaises de 2010, induit par l'ordonnance no 2009-935 du 29 juillet 2009, ratifiée par le Parlement français le 21 janvier 2010, la première circonscription des Deux-Sèvres regroupe les divisions administratives suivantes :
- Canton de Niort-1
- Canton de Niort-2
- Canton de Niort-3
- Canton de la Plaine niortaise
- Canton d'Autize-Égray, sans la commune de Cherveux
- La partie Ouest du Canton de la Gâtine
- La partie Nord du Canton de Frontenay-Rohan-Rohan

### Historique des députations
| Législature | Début de mandat | Fin de mandat | Député             | Parti politique                                  | Observations                                                                           |
| ----------- | --------------- | ------------- | ------------------ | ------------------------------------------------ | -------------------------------------------------------------------------------------- |
| XIVe        | 20 juin 2012    | 20 juin 2017  | Geneviève Gaillard | PS                                               |                                                                                        |
| XVe         | 21 juin 2017    | 21 juin 2022  | Guillaume Chiche   | LREM puis LND                                    |                                                                                        |
| XVIe        | 22 juin 2022    | 9 juin 2024   | Bastien Marchive   | Parti radical et apparenté au groupe Renaissance | Mandat écourté à la suite d'une dissolution parlementaire décidée par Emmanuel Macron. |
| XVIIe       | 8 juillet 2024  | En cours      | Bastien Marchive   | Parti radical et apparenté au groupe Renaissance |                                                                                        |

### Historique des élections
Voici la liste des résultats des élections législatives dans la circonscription depuis le découpage électoral de 2010 :

#### Élections de 2012
| Candidat       | Candidat                           | Parti          | Premier tour | Premier tour | Second tour | Second tour |  |
| Candidat       | Candidat                           | Parti          | Voix         | %            | Voix        | %           |  |
| -------------- | ---------------------------------- | -------------- | ------------ | ------------ | ----------- | ----------- |  |
|                | Geneviève Gaillard sortante réélue | PS             | 21 446       | 42,40        | 26 707      | 56,20       |  |
|                | Jérôme Baloge                      | PRV            | 15 494       | 30,64        | 20 814      | 43,80       |  |
|                | Nathalie Seguin                    | FG (PCF)       | 4 747        | 9,39         |             |             |  |
|                | Lucie Chaumeron                    | FN             | 3 437        | 6,80         |             |             |  |
|                | Virginie Léonard                   | EÉLV           | 2 926        | 5,79         |             |             |  |
|                | Jean-Michel Prieur                 | MoDem          | 1 682        | 3,33         |             |             |  |
|                | Michel Mignard                     | Cap21          | 464          | 0,92         |             |             |  |
|                | Maryse Vallée                      | LO             | 380          | 0,75         |             |             |  |
|                |                                    |                |              |              |             |             |  |
| Inscrits       | Inscrits                           | Inscrits       | 88 446       | 100,00       | 88 435      | 100,00      |  |
| Abstentions    | Abstentions                        | Abstentions    | 36 939       | 41,76        | 39 043      | 44,15       |  |
| Votants        | Votants                            | Votants        | 51 507       | 58,24        | 49 392      | 55,85       |  |
| Blancs et nuls | Blancs et nuls                     | Blancs et nuls | 931          | 1,81         | 1 871       | 3,79        |  |
| Exprimés       | Exprimés                           | Exprimés       | 50 576       | 98,19        | 47 521      | 96,21       |  |

#### Élections de 2017
Les élections législatives françaises de 2017 ont eu lieu les dimanches 11 et 18 juin 2017.
|                                                                              |                                                                                        |                           |                           |                          |                          |
|                                                                              |                                                                                        | Premier tour 11 juin 2017 | Premier tour 11 juin 2017 | Second tour 18 juin 2017 | Second tour 18 juin 2017 |
|                                                                              |                                                                                        |                           |                           |                          |                          |
|                                                                              |                                                                                        | Nombre                    | % des inscrits            | Nombre                   | % des inscrits           |
| Inscrits                                                                     | Inscrits                                                                               | 90 241                    | 100,00                    | 90 237                   | 100,00                   |
| Abstentions                                                                  | Abstentions                                                                            | 44 002                    | 48,76                     | 49 348                   | 54,69                    |
| Votants                                                                      | Votants                                                                                | 46 239                    | 51,24                     | 40 889                   | 45,31                    |
|                                                                              |                                                                                        | Suffrages                 | % des votants             | Suffrages                | % des votants            |
| Bulletins blancs                                                             | Bulletins blancs                                                                       | 688                       | 1,49                      | 2 005                    | 4,90                     |
| Bulletins nuls                                                               | Bulletins nuls                                                                         | 341                       | 0,74                      | 1 019                    | 2,49                     |
| Suffrages exprimés                                                           | Suffrages exprimés                                                                     | 45 210                    | 97,77                     | 37 865                   | 92,60                    |
|                                                                              |                                                                                        |                           |                           |                          |                          |
| Candidat Étiquette politique (partis et alliances)                           | Candidat Étiquette politique (partis et alliances)                                     | Voix                      | % des exprimés            | Voix                     | % des exprimés           |
|                                                                              |                                                                                        |                           |                           |                          |                          |
|                                                                              | Guillaume Chiche La République en marche                                               | 18 350                    | 40,59                     | 22 878                   | 60,42                    |
|                                                                              | Nathalie Seguin La France insoumise                                                    | 7 164                     | 15,85                     | 14 987                   | 39,58                    |
|                                                                              | Marc Thébault Union des démocrates et indépendants (Les Républicains)                  | 5 140                     | 11,37                     |                          |                          |
|                                                                              | Élodie Truong Parti socialiste                                                         | 3 952                     | 8,74                      |                          |                          |
|                                                                              | Coralie Dénoues Divers droite (Les Républicains diss.)                                 | 3 279                     | 7,25                      |                          |                          |
|                                                                              | Martine Gendry Front national                                                          | 3 106                     | 6,87                      |                          |                          |
|                                                                              | Alain Piveteau Divers gauche (Champ libre: Europe Écologie Les Verts - Nouvelle Donne) | 2 167                     | 4,79                      |                          |                          |
|                                                                              | Cédric Charlier Debout la France                                                       | 720                       | 1,59                      |                          |                          |
|                                                                              | Cyril Giraud Extrême droite (Souveraineté, identité et libertés)                       | 463                       | 1,02                      |                          |                          |
|                                                                              | Maryse Vallée Lutte ouvrière                                                           | 351                       | 0,78                      |                          |                          |
|                                                                              | Joseph Abi-Nader Divers (Union populaire républicaine)                                 | 280                       | 0,62                      |                          |                          |
|                                                                              | Tristan Pélissier Divers (Parti du vote blanc)                                         | 238                       | 0,53                      |                          |                          |
| Source : Ministère de l'Intérieur - Première circonscription des Deux-Sèvres |                                                                                        |                           |                           |                          |                          |

#### Élections de 2022
| Résultats des élections législatives des 12 et 19 juin 2022 de la 1re circonscription des Deux-Sèvres |                          |                          |                          |              |              |             |             |
| Candidat                                                                                              | Candidat                 | Parti et coalition       | Nuance                   | Premier tour | Premier tour | Second tour | Second tour |
| Candidat                                                                                              | Candidat                 | Parti et coalition       | Nuance                   | Voix         | %            | Voix        | %           |
| | Bastien Marchive         | PRV (ENS)                | ENS                      | 13 741       | 30,20        | 22 511      | 51,99       |
| | François Charron         | LFI (NUPES)              | NUP                      | 12 938       | 28,43        | 20 788      | 48,01       |
| | Guillaume Chiche         | LND diss.                | DVC                      | 7 884        | 17,33        |             |             |
| | Dorothée Champeau        | RN                       | RN                       | 5 869        | 12,90        |             |             |
| | Catherine Ganivet        | UDI (UDC)                | UDI                      | 1 704        | 3,74         |             |             |
| | Geneviève Masson         | EAC                      | ECO                      | 1 517        | 3,33         |             |             |
| | Matylde Brethenoux       | REC                      | REC                      | 1 345        | 2,96         |             |             |
| | Danielle Vauzelle        | LO                       | DXG                      | 505          | 1,11         |             |             |
| Votes valides                                                                                         | Votes valides            | Votes valides            | Votes valides            | 45 503       | 97,91        | 43 299      | 93,58       |
| Votes blancs                                                                                          | Votes blancs             | Votes blancs             | Votes blancs             | 666          | 1,43         | 2 018       | 4,36        |
| Votes nuls                                                                                            | Votes nuls               | Votes nuls               | Votes nuls               | 304          | 0,65         | 952         | 2,06        |
| Total                                                                                                 | Total                    | Total                    | Total                    | 46 473       | 100          | 46 269      | 100         |
| Abstention                                                                                            | Abstention               | Abstention               | Abstention               | 44 447       | 48,89        | 44 656      | 49,11       |
| Inscrits / participation                                                                              | Inscrits / participation | Inscrits / participation | Inscrits / participation | 90 920       | 51,11        | 90 925      | 50,89       |

### Élections de 2024
| Candidat                 | Candidat                 | Parti et coalition       | Nuances                  | Premier tour | Premier tour | Second tour | Second tour |
| Candidat                 | Candidat                 | Parti et coalition       | Nuances                  | Voix         | %            | Voix        | %           |
| ------------------------ | ------------------------ | ------------------------ | ------------------------ | ------------ | ------------ | ----------- | ----------- |
|                          | Bastien Marchive         | Divers Centre            | DVC                      | 25 257       | 40,23        | 26 655      | 42,37       |
|                          | Nathalie Lanzi           | Parti socialiste (NFP)   | UG                       | 20 591       | 32,80        | 20 526      | 32,63       |
|                          | Dorothée Champeau        | Rassemblement national   | RN                       | 15 461       | 24,63        | 15 732      | 25,01       |
|                          | Virginie Juliard         | Reconquête               | REC                      | 775          | 1,23         |             |             |
|                          | Danielle Vauzelle        | Lutte ouvrière           | EXG                      | 698          | 1,11         |             |             |
|                          | Marc René Gaillard       | Sans étiquette           | DVG                      | 0            | 0,00         |             |             |
|                          |                          |                          |                          |              |              |             |             |
| Votes valides            | Votes valides            | Votes valides            | Votes valides            | 62 782       | 96,99        | 62 913      | 97,62       |
| Votes blancs             | Votes blancs             | Votes blancs             | Votes blancs             | 1 295        | 2,00         | 1 059       | 1,64        |
| Votes nuls               | Votes nuls               | Votes nuls               | Votes nuls               | 651          | 1,01         | 475         | 0,74        |
| Total                    | Total                    | Total                    | Total                    | 64 728       | 100          | 64 447      | 100         |
| Abstention               | Abstention               | Abstention               | Abstention               | 27 020       | 29,45        | 27 305      | 29,76       |
| Inscrits / participation | Inscrits / participation | Inscrits / participation | Inscrits / participation | 91 748       | 70,55        | 91 752      | 70,24       |

#### Département des Deux-Sèvres
- La fiche de l'INSEE de cette circonscription : « Tableaux et Analyses de la première circonscription des Deux-Sèvres », sur insee.fr, site de l'Institut national de la statistique et des études économiques (consulté le 10 juin 2007) [PDF]

- « Tous les députés du département des Deux-Sèvres depuis 1789 », sur assemblee-nationale.fr, site de l'Assemblée nationale française (consulté le 10 juin 2007)

- « Informations contentieuses sur le département des Deux-Sèvres (Élections législatives de 2002) »(Archive.org • Wikiwix • Archive.is • Google • Que faire ?), sur conseil-constitutionnel.fr, site du Conseil constitutionnel (consulté le 13 juin 2007)

#### Circonscriptions en France
- « Carte des circonscriptions législatives en France », sur assemblee-nationale.fr, site de l'Assemblée nationale française (consulté le 20 juin 2007)

- « Résultats électoraux officiels en France »(Archive.org • Wikiwix • Archive.is • Google • Que faire ?), sur interieur.gouv.fr, site du ministère de l'Intérieur (France) (consulté le 13 juin 2007)

- Description et Atlas des circonscriptions électorales de France sur http://www.atlaspol.com, Atlaspol, site de cartographie géopolitique, consulté le 13 juin 2007.